# Parián
Parián es una voz de origen tagalo (filipino), que significa mercado. Otra acepción conocida es la palabra "parián" o "parao" que proviene del idioma pothwari en Paquistán que significa lugar de descanso o parada temporal en un viaje extenso. En México durante el siglo XVII y XIX se construyó este tipo de centro comercial en diversas ciudades. Su importancia radicó en la clase de productos que ahí se comercializaban: sedas, telas, zapatos, perlas, especias, entre muchos otros productos finos, llegados de Manila, puerto donde confluían mercaderías de diversas partes del Lejano Oriente.
El parián separaba a los compradores comunes de los compradores ricos. A diferencia de los portales, el Parián se construía como un edificio cerrado, conformado por calles internas y locales para la venta. En todos los casos su construcción estuvo vinculada a la época colonial y a la concentración de riqueza en ese momento. Su construcción se efectuó en centros mineros o ciudades comerciales importantes.

## El Parián de la Ciudad de México

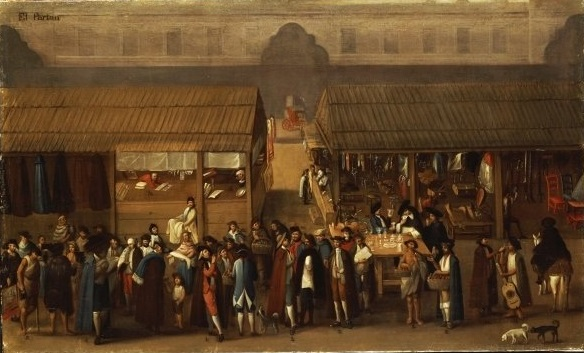
El Parián en 1770.

El 8 de junio de 1692, durante el Motín del Maíz, tanto los cajones del mercado que se instalaba sobre la plancha de la Plaza de Armas, hoy Zócalo, como el Antiguo Palacio del Ayuntamiento y el Palacio Real fueron incendiados por una turba enardecida.
El 17 de agosto de 1695 el virrey Gaspar de la Cerda y Mendoza, Conde de Gelves, inició la construcción de lo que sería el elegante Parián, sobre el Zócalo. 

...El edificio se hizo en piedra mamposteada... y estuvo a cargo de Pedro Jiménez de Cobo que tenía el cargo de Regidor Obrero. Esta obra no se concluyó hasta el año de 1720 y constaba de dos pisos con un total de 130 locales distribuidos en el exterior e interior, para lo cual se contaba con ocho puertas de acceso.

Albergó los comercios más importantes de la ciudad, por la enorme variedad de finos productos que allí se expendían, pero fue saqueado en el Motín de la Acordada en 1828, lo que junto con la suspensión de los viajes de la Nao de China a raíz de las luchas de Independencia, marcó su decadencia, al grado de que la Marquesa de Calderón de la Barca, esposa de Ángel Calderón de la Barca, el primer embajador de España en México, escribió sobre los bellos atardeceres en la Plaza Mayor, que tenían un defecto: ...el tener una pila de tiendas llamadas El Parián...

## Otros parianes en México
Actualmente, de los varios Parianes que existieron en Jalisco, destaca el de la ciudad de Ojuelos por su inusual estilo arquitectónico constitutido por 102 arcos ojivos de cantera blanca. Esta construcción data de finales del siglo XIX. Otro parián conocido de Jalisco es el de Tlaquepaque, que destaca por la música de mariachi en vivo y por venta de comida tradicional. Los parianes de San Agustín en Guadalajara y el de Zapopan desaparecieron; el primero, que se encontraba adjunto al teatro Degollado, se incendió en 1909, y el segundo fue demolido hacia 1970. También existen parianes distribuidos en diferentes localidades del país, tal como el de Nochistlán, Zacatecas.
Actualmente aún existe un parián en la ciudad de Aguascalientes, no obstante, el mismo se ha remodelado en diversas ocasiones para proyectarlo con un aspecto moderno similar al de un centro comercial.